# اوزونو تانیت
اوزونو تانیت (به ترکی آذربایجانی: Ozunu Tanit) یک مجموعه تلویزیونی آذربایجانی در شبکه تلویزیونی آتی‌وی و بخشی از سری جهانی گات تلنت است. تولید توسط مدیرعامل محصولات جهانی کاسپی شمخال حسنلی، تحت توافقنامه صدور پروانه حق پخش بین کاسپی جهانی و فریمنتل مدیا (مالک فرمت) انجام شده‌است. این نمایش استعدادی است که خوانندگان، رقصندگان، هنرمندان طرح، کمدین و سایر نوازندگان در هر سنی را برای کسب جایزه برتر ۶۰٫۰۰۰ منات آذربایجانی به رقابت می‌پردازند. این نمایش در فوریه ۲۰۱۵ آغاز شد. سه داور ایگون کازیموا، مراد داداشف و ابد مالیک هستند.

## فصل ۱ (۲۰۱۵)
فصل اول در سال ۲۰۱۵ آغاز شد و با الخان ممدوف به عنوان برنده به پایان رسید.